# Satanachia
Satanachia is een demon beschreven in Grimoirium Verum.
Satanachia is een van de twee demonen die direct in rang onder Lucifer staan. Hij is de opperbevelhebber van het leger van Satan en heeft daarmee het gezag over 54 of 45 legioenen met demonen.

## Krachten
Satanachia heeft de kracht om alle vrouwen en meisjes te onderwerpen aan zijn wil, waardoor hij met ze kan doen wat hij wil.